# 特维塔·乌卢伊拉凯巴三世
拉图·特维塔·乌卢伊拉凯巴三世（1898年10月4日 - 1966年10月4日）是劳群岛第十二任图伊·纳亚乌和绍·尼·努阿。他还是斐济首任总统拉图·卡米塞塞·马拉爵士的父亲。

## 生平
拉图·特来自劳省拉肯巴岛的村落图姆博乌，他父亲阿利费雷蒂·菲瑙·乌伦加拉拉死后继位为图伊·纳亚乌。她的母亲是安迪·阿特卡·莫塞伊万加，斐济王拉图·塞鲁·萨空鲍的孙女。